# العلاقات الألبانية المجرية
العلاقات الألبانية المجرية هي العلاقات الثنائية التي تجمع بين ألبانيا والمجر.

## مقارنة بين البلدين
هذه مقارنة عامة ومرجعية للدولتين:
| وجه المقارنة                                              | ألبانيا                                                    | المجر                                                       |
| --------------------------------------------------------- | ---------------------------------------------------------- | ----------------------------------------------------------- |
| المساحة (كم2)                                             | 28.75 ألف                                                  | 93.04 ألف                                                   |
| عدد السكان (نسمة)                                         | 3.02 مليون                                                 | 9.78 مليون                                                  |
| الكثافة السكانية (ن./كم²)                                 | 105.04                                                     | 105.12                                                      |
| العاصمة                                                   | تيرانا                                                     | بودابست                                                     |
| اللغة الرسمية                                             | اللغة الألبانية                                            | لغة مجرية                                                   |
| العملة                                                    | ليك ألباني                                                 | فورنت مجري                                                  |
| الناتج المحلي الإجمالي (بليون دولار)                      | 13.04 مليار                                                | 139.14 مليار                                                |
| الناتج المحلي الإجمالي (تعادل القوة الشرائية) بليون دولار | 33.17 مليار                                                | 260.42 مليار                                                |
| الناتج المحلي الإجمالي الاسمي للفرد دولار أمريكي          | 3.94 ألف                                                   | 12.36 ألف                                                   |
| الناتج المحلي الإجمالي للفرد دولار أمريكي                 | 11.11 ألف                                                  | 25.07 ألف                                                   |
| مؤشر التنمية البشرية                                      | 0.764                                                      | 0.828                                                       |
| رمز المكالمات الدولي                                      | +355                                                       | +36                                                         |
| رمز الإنترنت                                              | .al                                                        | .hu                                                         |
| المنطقة الزمنية                                           | توقيت وسط أوروبا، ت ع م+01:00، ت ع م+02:00، أوروبا/تيرانا ‏ | ت ع م+01:00، ت ع م+02:00، أوروبا/بودابست ‏، توقيت وسط أوروبا |

## مدن متوأمة
في ما يلي قائمة باتفاقيات التوأمة بين مدن ألبانية ومجرية:
- ترتبط إلباسان مع دوناوجفاروس (مدينة) باتفاقية توأمة.

## منظمات دولية مشتركة
يشترك البلدان في عضوية مجموعة من المنظمات الدولية، منها:
| علم المنظمة | اسم المنظمة                               | تاريخ انضمام ألبانيا | تاريخ انضمام المجر |
| ----------- | ----------------------------------------- | -------------------- | ------------------ |
|             | منظمة التجارة العالمية                    | ?                    | 1995               |
|             | الأمم المتحدة                             | 14 ديسمبر 1955       | 14 ديسمبر 1955     |
|             | حلف شمال الأطلسي                          | 1 أبريل 2009         | 12 مارس 1999       |
|             | الاتحاد الدولي للاتصالات                  | 2 يونيو 1922         | 1866               |
|             | حلف وارسو                                 | 4 يونيو 1955         | 14 مايو 1955       |
|             | مجلس أوروبا                               | ?                    | 6 نوفمبر 1990      |
|             | مجلس التعاون الاقتصادي                    | 23 فبراير 1949       | 25 يناير 1949      |
|             | يونسكو                                    | 16 أكتوبر 1958       | 14 سبتمبر 1948     |
|             | المنظمة الأوروبية لسلامة الملاحة الجوية   | 2002                 | 1992               |
|             | الاتحاد البريدي العالمي                   | ?                    | ?                  |
|             | مؤسسة التنمية الدولية                     | 15 أكتوبر 1991       | 29 أبريل 1985      |
|             | منظمة حظر الأسلحة الكيميائية              | ?                    | ?                  |
|             | وكالة ضمان الاستثمار متعدد الأطراف        | 15 أكتوبر 1991       | 21 أبريل 1988      |
|             | منظمة الشرطة الجنائية الدولية             | ?                    | ?                  |
|             | مؤسسة التمويل الدولية                     | 15 أكتوبر 1991       | 29 أبريل 1985      |
|             | البنك الدولي للإنشاء والتعمير             | 15 أكتوبر 1991       | 7 يوليو 1982       |
|             | منظمة الأمن والتعاون في أوروبا            | 19 يونيو 1991        | 25 يونيو 1973      |
|             | المركز الدولي لتسوية المنازعات الاستشارية | 14 نوفمبر 1991       | 6 مارس 1987        |

## أعلام
هذه قائمة لبعض الشخصيات التي تربطها علاقات بالبلدين:
- كاتينكا هوسو (سباحة مجرية، 3 مايو 1989[20] – )

## وصلات خارجية
- موقع وزارة الخارجية الألبانية
- موقع وزارة الخارجية المجرية